# Teodor Peterek
Teodor Peterek (ur. 7 listopada 1910 w Świętochłowicach, zm. 12 stycznia 1969 w Słupcu) – polski piłkarz występujący na pozycji napastnika, reprezentant Polski w latach 1931–1938, olimpijczyk, trener piłkarski.
Daty urodzenia i data śmierci piłkarza, podane we wszystkich opracowaniach opublikowanych przed rokiem 2021 są błędne. Na nagrobku piłkarza umieszczono napis informujący, że piłkarz urodził się 8 listopada 1910. a zmarł 11 stycznia 1969. Potwierdza to akt urodzenia, przechowywany w Archiwum Państwowym w Katowicach pod sygnaturą 149 U1001 s_211. Na formularzu wypełnionym pismem ręcznym przez niemieckiego urzędnika, sporządzonym 10 listopada 1910 w Świętochłowicach, zapisano, że Teodor Peterek urodził się […] am achten November des Jahres tausend neunhundert zehn. Z zapisu bezspornie wynika, że piłkarz przyszedł na świat 8 listopada. Jego rodzicami byli Joseph Petereck oraz Maria Petereck geboren Gregarek, a dziecku nadano imię Theodor. Zwraca uwagę niemieckobrzmiąca wersja nazwiska Petereck, której na akcie nie sprostowano ani nie zmieniono. Na akcie zgonu nr 2/69 Słupiec, aktualnie będącym w posiadaniu Urzędu Stanu Cywilnego w Nowej Rudzie, widnieje data 11 stycznia 1969. Ponadto na zmigrowanym akcie bazy PESEL nr 0208041/00/az/1969/445639 znajdują się następujące dane: Teodor Peterek, syn Józefa i Marii, urodził się 8 listopada 1910 w Świętochłowicach, a zmarł 11 stycznia 1969 w miejscowości Słupiec. Informacje te potwierdził także syn piłkarza, znany trener Zygmunt Peterek.
Karierę piłkarską rozpoczynał w 1925 roku w juniorach Śląsku Świętochłowice, skąd po dwóch latach przeniósł się do młodzieżowej drużyny Ruchu Chorzów. W 1928 roku został włączony do seniorów Ruchu, w którym występował do wybuchu II wojny światowej. Zdobył z nim w tym czasie pięciokrotnie mistrzostwo Polski (1933, 1934, 1935, 1936, 1938), a także dwukrotnie był królem strzelców rozgrywek I ligi (1936, 1938). Jest członkiem Klubu 100 z dorobkiem 157 bramek. W latach 1939–1941 grał w reaktywowanym przez władze okupacyjne Bismarckhütter SV. W czasie wojny został wcielony do Wehrmachtu, a następnie trafił do Polskich Sił Zbrojnych. Po wojnie był zawodnikiem francuskiego klubu St. Avon i do 1948 roku ponownie Ruchu Chorzów. Po zakończeniu kariery piłkarskiej był trenerem rezerw Ruchu Chorzów, Polonii Piekary Śląskie, Zagłębia Dąbrowa Górnicza, Stilonu Gorzów Wielkopolski, Górnika Radlin, Pogoni Nowy Bytom, Sparty Orzesze oraz Górnika Słupiec.

## Kariera piłkarska

### Młodość i początki kariery
Teodor Peterek urodził się 7 listopada 1910 roku w Świętochłowicach w rodzinie Marii z d. Gregorek i Józefa. Ojciec był robotnikiem budowlanym i pochodził ze Śląska Cieszyńskiego (obecnego Zaolzia), zaś przed 1905 rokiem grał w piłkę nożną w opawskim klubie Troppauer SV. Teodor ukończył w 1924 roku szkołę podstawową. W młodości uprawiał futbol na placu targowym w rodzinnym mieście. „Pewnego popołudnia” wykonał strzał, który trafił w głowę przyglądającego się zajęciom Wiktora Markiefki. Ówczesny piłkarz Śląska Świętochłowice zaprosił Peterka na treningi do swojego klubu. Karierę piłkarską rozpoczął w 1925 roku za zgodą swojego ojca, mimo że miał zostać skrzypkiem. W następnym roku Peterek strzelił obie bramki w wygranym 2:0 spotkaniu z juniorami Ruchu Chorzów. Po zakończeniu rywalizacji Antoni Krawczyk i Jan Heimel, działacze „Niebieskich”, zaproponowali mu zmianę przynależności klubowej w zamian za parę butów. W nowym zespole zadebiutował wiosną 1927 roku podczas wygranego 0:8 sparingu ze Śląskiem Tarnowskie Góry. Peterek został ustawiony na pozycji środkowego pomocnika i przypieczętował debiut zdobyciem trzech goli: jednego z rzutu karnego i dwóch po dośrodkowaniach Gerarda Wodarza. W następnym tygodniu otrzymał powołanie na towarzyskie spotkanie z macierzystym klubem, które miało być „zapłatą” za transfer zawodnika. Działacze zażądali również zwrotu butów piłkarskich, używanych za czasów jego gry w Śląsku. Peterek wystąpił w tym meczu na pozycji prawego pomocnika co spotkało się z dezaprobatą ze strony Wiktora Markiefki. Miał on zwrócić uwagę Józefowi Sobocie słowami: jak chcecie z Petra zrobić piłkarza, to nie rzucajcie go z pozycji na pozycję, ale pozwólcie mu grać w środku ataku. Napastnik „Niebieskich” miał natomiast odpowiedzieć, że w ten sposób szukają mu odpowiedniej pozycji na boisku. Peterek strzelił Śląskowi dwie bramki, w tym jedną z rzutu karnego. Po zakończeniu sparingu został odesłany przez kapitana Franciszka Koeniga do drużyny juniorów. Swoją decyzję miał uzasadnić słowami: Aby ci się nie przewróciło w głowie.

### Ruch Chorzów

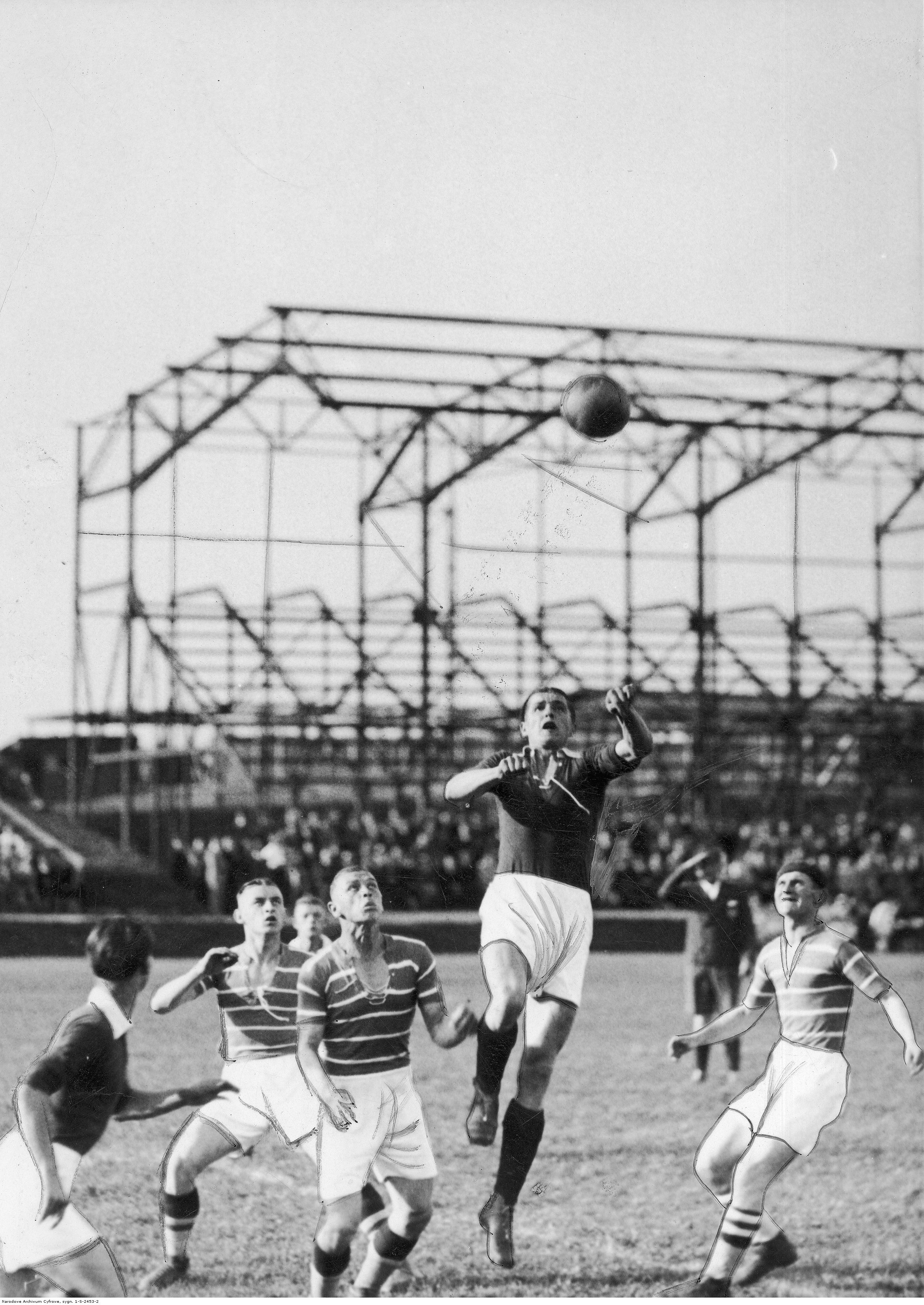
Teodor Peterek wyskakujący do piłki w spotkaniu z Dębem Katowice w 1936 roku

Teodor Peterek został włączony do seniorów Ruchu Chorzów w drugiej połowie sezonu 1928 wskutek luki kadrowej spowodowanej śmiercią środkowego napastnika, Jerzego Kusza. W barwach „Niebieskich” zadebiutował 23 września 1928 roku w wygranym 2:4 spotkaniu ligowych z ŁKS–em Łódź. Pierwszą bramkę dla Ruchu zdobył w tymże meczu, po wykorzystaniu rzutu karnego w siedemdziesiątej piątej minucie. W listopadzie nie wykorzystał podyktowanej „jedenastki” przy stanie 4:0 w przegranym meczu z Legią Warszawa (5:0, 25 listopada 1928). Drużyna zakończyła zmagania ligowe na dwunastym miejscu w tabeli. Peterek wystąpił w ośmiu kolejkach ligowych i dwa razy wpisał się na listę strzelców.
Peterek zainaugurował 1929 rok grą w meczu towarzyskim przeciwko Policyjnemu Klubowi Sportowemu. W wygranym spotkaniu (3:2, 6 stycznia 1929) sędzia podyktował na korzyść Ruchu pięć rzutów karnych, z których trzy zostały przestrzelone przez Józefa Sobotę i Peterka. W marcu zdobył cztery bramki w wygranym (0:10, 3 marca 1929) sparingu z Klubem Sportowym Kresy Królestwa Huta. W lipcu został zawieszony na trzy miesiące za pogróżki i słowną obrazę arbitra Piotrowskiego w przegranym spotkaniu ligowym z Polonią Warszawa (1:2, 14 lipca 1929). W wyniku absencji opuścił na początku sierpnia mecz przeciwko 1. FC Katowice (0:0, 11 sierpnia 1929), zaś kara została ostatecznie zmniejszona do miesiąca i wrócił na boisko w wyjazdowym pojedynku z Wartą Poznań (5:0, 25 sierpnia 1929). W listopadzie nie wykorzystał rzutu karnego w przegranym meczu z Pogonią Lwów (1:3, 1 listopada 1929) oraz zremisowanej konfrontacji z Warszawianką (2:2, 24 listopada 1929). W sezonie 1929 Ruch zajął dziesiąte miejsce w tabeli ligowej, walcząc o utrzymanie do ostatniego spotkania. Drużyna uniknęła degradacji po zwycięstwie nad Garbarnią Kraków (1:0, 1 grudnia 1929), które po strzale głową z dośrodkowania Wilhelma Kałuży zapewnił Peterek. Pierwotnie miał w tym spotkaniu nie wystąpić na skutek tygodniowej dyskwalifikacji nałożonej przez wydział gier i dyscypliny Polskiego Związku Piłki Nożnej, jednak na mocy amnestii ogłoszonej przez zarząd z okazji dziesięciolecia związku zawieszenie przestało obowiązywać. W rozgrywkach ligowych zagrał w dwudziestu czterech kolejkach i strzelił jedenaście goli, dzięki czemu był drugim najlepszym strzelcem w szeregach zespołu. W czasie Bożego Narodzenia wystąpił gościnnie w barwach Stadionu Królewska Huta w przegranym sparingu przeciwko Sparcie Piekary (3:2, 26 grudnia 1929). Peterek był autorem obu bramek zdobytych przez drużynę Stadionu.
W lutym oraz marcu 1930 roku Peterek strzelił po hat tricku w sparingach z Pogonią Nowy Bytom (3:3, 23 lutego 1930) i Slavią Ruda (5:1, 2 marca 1930), które były rozegrane w ramach przygotowań do nowego sezonu. W czerwcu zespół Ruchu wygrał (3:9, 29 czerwca 1930) w Będzinie mecz towarzyski rozegrany z okazji 15-lecia istnienia drużyny Hakoah, zaś Peterek był w tej konfrontacji autorem czterech goli. Pod koniec sierpnia strzelił trzy bramki Klubowi Sportowemu Chorzów (5:2, 24 sierpnia 1930). Został również zdyskwalifikowany na dwa tygodnie przez wydział gier i dyscypliny Polskiego Związku Piłki Nożnej, przez co nie zagrał w spotkaniu szesnastej kolejki ligowej z ŁKS–em. W listopadzie zdobył bramkę w trwającym osiemnaście minut meczu z Wartą, zaś w pozostałej części pojedynku potraktowanej jako sparing strzelił hat tricka. Ruch ukończył sezon 1930 na ósmym miejscu w tabeli ligowej. Peterek zagrał w osiemnastu spotkaniach i był autorem dziewięciu trafień, dzięki czemu był drugim najlepszym strzelcem w drużynie.

„Kierownikiem ataku jest Peterek, gracz o doskonałych walorach technicznych i dobrym zmyśle kombinacyjnym, jednakże trochę za powolny.”

W lutym 1931 roku zasilił wspólnie z Pawłem Buchwaldem kombinowaną drużynę Ruchu i strzelił trzy bramki w towarzyskim spotkaniu z Naprzodem Załęże (2:6, 15 lutego 1931). W kwietniu zdobył w wygranym spotkaniu ligowym z Lechią Lwów (5:0, 5 kwietnia 1931) jedną z dwóch bramek uderzeniem z woleja oraz przestrzelił rzut karny. Na łamach prasy ukazała się informacja jakoby Peterek miał przejść do SpVgg Greuther Fürth za kwotę trzech tysięcy marek niemieckich, podzielonych na pół pomiędzy zawodnikiem i jego klubem. W maju zdobył hat tricka w wygranym pojedynku (1:6, 10 maja 1931) z okazji „Dnia Polskiego Związku Piłki Nożnej”, w którym Ruch podejmował reprezentację Zagłębia Dąbrowskiego. We wrześniu został objęty tygodniową dyskwalifikacją. Absencja nałożona przez wydział gier i dyscypliny miała mieć związek z dopuszczeniem go przez sędziego do meczu z ŁKS–em (4:0, 13 września 1931). W październiku był autorem trzech trafień w zremisowanym 4:4 spotkaniu pomiędzy Admirą Wacker i kombinowaną drużyną składającą się z piłkarzy Ruchu i AKS–Chorzów. W listopadzie trzykrotnie pokonał bramkarza Antoniego Malczyka w wygranej konfrontacji z Cracovią (4:2, 8 listopada 1931). Jedną z bramek miał strzelić z odległości czterdziestu metrów. W sezonie 1931 Ruch zajął na zakończenie rozgrywek piąte miejsce w tabeli ligowej. Peterek zagrał w dwudziestu jeden meczach i strzelił czternaście goli, dzięki czemu był najlepszym strzelcem zespołu.
W 1932 roku Peterek rozpoczął służbę wojskową w Równem, skąd został przeniesiony do 21. Pułku Piechoty w Warszawie. W meczach Ruchu mógł uczestniczyć dzięki zwolnieniom, o które zabiegali przedstawiciele zarządu u dowódcy pułku. W maju tryumfował z drużyną w towarzyskim turnieju, który w czasie święta Zielonych Świątków zorganizował AKS Chorzów. W wygranym 4:1 finale z Meteorem Praga strzelił jedną z czterech bramek. W lipcu nie wykorzystał rzutu karnego w wygranym pojedynku ligowym z Garbarnią Kraków (2:0, 24 lipca 1932). W listopadzie awansował na starszego strzelca. W sezonie 1932 Ruch przegrał trzy ostatnie kolejki ligowe, przez co zajął na zakończenie rozgrywek siódme miejsce w tabeli. Peterek wystąpił w trzynastu meczach i strzelił siedem goli, dzięki czemu był wspólnie z Pawłem Buchwaldem najlepszym strzelcem zespołu. W czasie służby wojskowej miał propozycję gry dla Warszawianki oraz Legii Warszawa, jednak finalnie pozostał w Chorzowie.

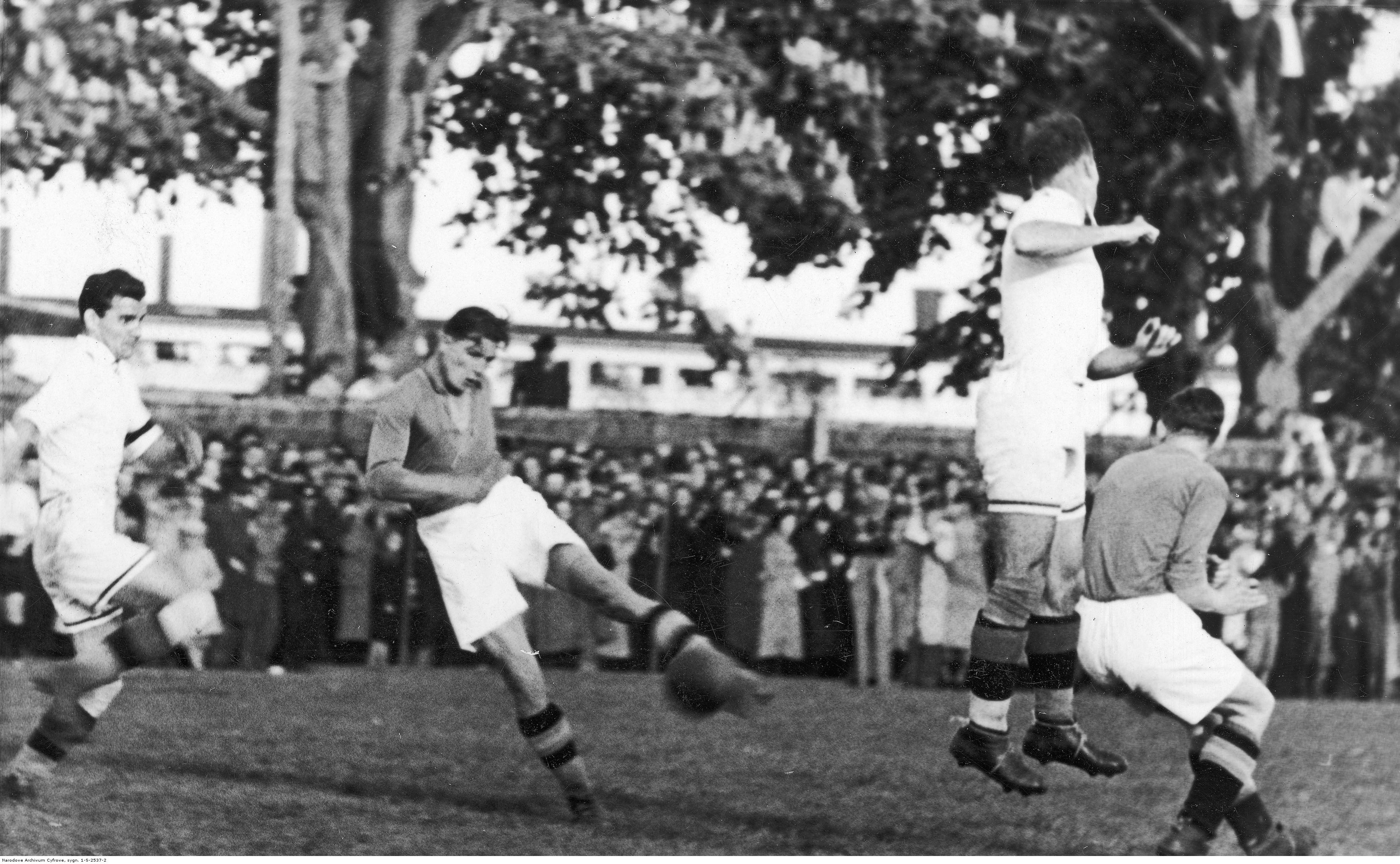
Teodor Peterek oddający strzał w przegranym meczu przeciwko Pogoni Lwów (3:2, 14 maja 1939 roku).

W sierpniu 1933 roku Peterek strzelił cztery bramki w wygranym pojedynku ligowym z ŁKS–em Łódź (5:2, 6 sierpnia 1933). We wrześniu zdobył hat tricka w zwycięskim meczu przeciwko Legii Warszawa (4:1, 3 września 1933) i został zwolniony ze służby wojskowej w 21. Pułku Piechoty. W październiku strzelił cztery gole w wygranym sparingu z reprezentacją Śląską (7:2, 15 października 1933). W sezonie 1933 Ruch zdobył pierwsze w historii klubu mistrzostwo Polski. Peterek zagrał w trzynastu spotkaniach ligowych i był autorem dwunastu bramek, dzięki czemu był drugim najlepszym strzelcem zespołu.
W marcu 1934 roku Peterek opuścił w sparingu z Naprzodem Lipiny samowolnie boisku przy stanie 3:3 (4:3, 25 marca 1934). W kwietniu drużyna Ruchu wyjechała do Pragi na turniej wielkanocny, w którym zajęła trzecie miejsce. Peterek wystąpił w obu spotkaniach i strzelił w nich po jednej bramce. Trafienia zaliczył w przegranej konfrontacji z Viktorą Žižkov (5:4, 1 kwietnia 1934) i zremisowanym meczu z DFC Praga (2:2, 2 kwietnia 1934 roku). W pojedynku z Cracovią zaliczył dwa trafienia i zapoczątkował w ten sposób serię siedmiu kolejnych ligowych spotkań ze strzelonym golem. W wygranym meczu towarzyskim z Klubem Sportowym Tarnowskie Góry (19:2, 23 kwietnia 1934) ośmiokrotnie pokonał bramkarza rywali. W maju strzelił cztery gole w zwycięskim spotkaniu ligowym z Podgórzem Kraków (13:0, 3 maja 1934). Wyczyn ten powtórzył w czerwcu podczas wygranego pojedynku z Garbarnią Kraków (7:4, 3 czerwca 1934). W lipcu zdobył hat tricka w domowym spotkaniu z Warszawianką (5:1, 8 lipca 1934), zaś po meczu z Polonią Warszawa został zdyskwalifikowany na miesiąc za uderzenie przeciwnika. W sierpniu drużyna Ruchu zagrała sparingi z Vorwärts-Rasensport Gleiwitz (9:2, 14 sierpnia 1934) i RGMT Timișoara (7:1, 21 sierpnia 1934), w których Peterek strzelił odpowiednio trzy i cztery bramki. W sezonie 1934 Ruch obronił tytuł mistrza Polski. Peterek wystąpił w osiemnastu kolejkach ligowych i zdobył dwadzieścia osiem goli, dzięki czemu był drugim najlepszym strzelcem zespołu. W listopadzie zaliczył hat tricka w wygranym meczu towarzyskim z reprezentacją marynarki z Gdyni (8:3, 18 listopada 1934).

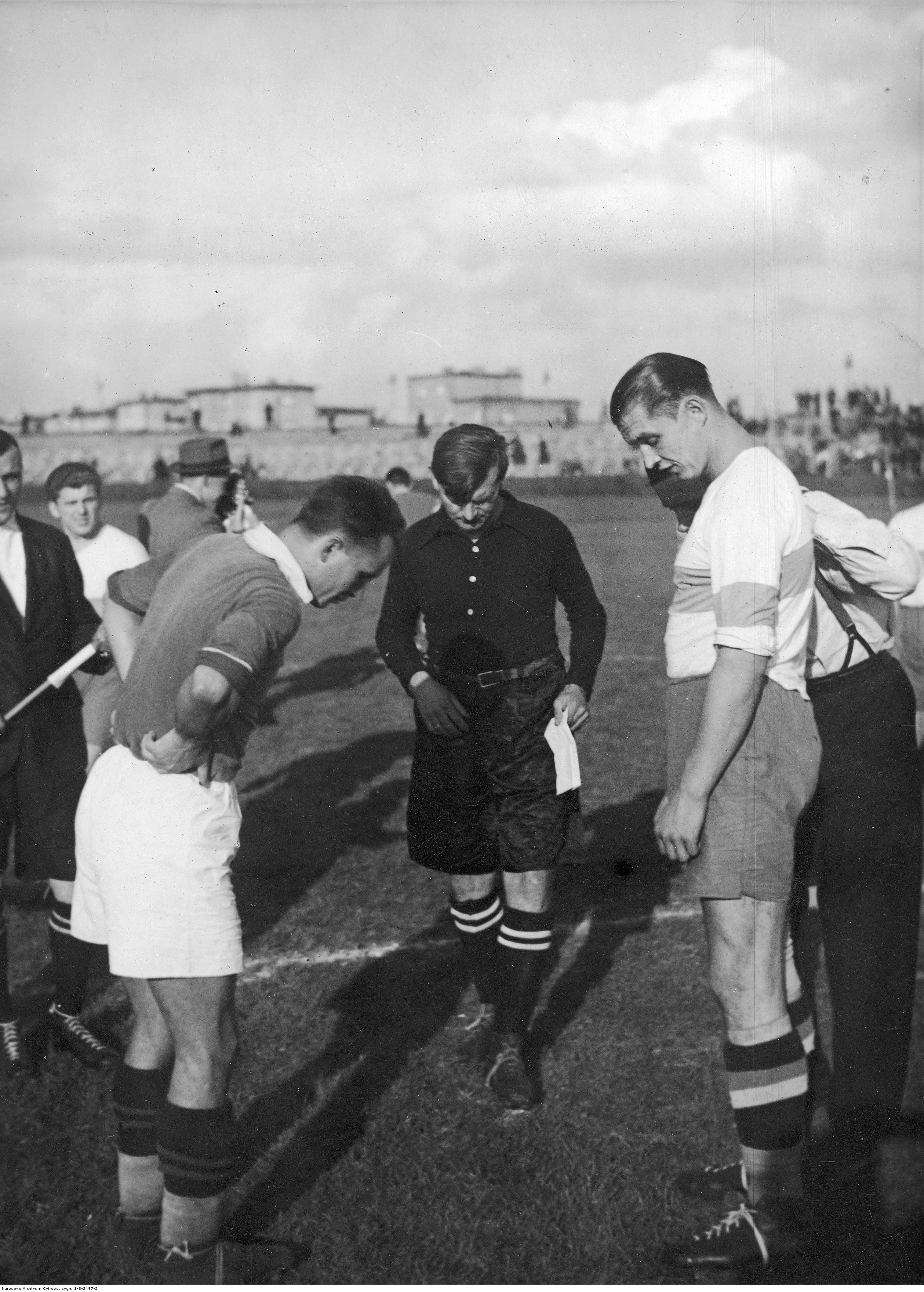
Teodor Peterek (pierwszy z prawej) w roli kapitana przed meczem z Wisłą Kraków w 1938 roku

W maju 1935 roku Peterek sędziował piłkarski mecz towarzyski pomiędzy pracownikami Starostwa i Związku Koksowni w Hajdukach Wielkich. W czerwcu został usunięty z boiska w drugiej połowie meczu ligowego z Cracovią (0:0, 2 czerwca 1935) za dyskusję z sędzią Brzezińskim na temat faulu jakiego dopuścił się Walerian Kisieliński na Karolu Dziwiszu. Wydział gier i dyscypliny nałożył na niego dodatkowo dwutygodniową dyskwalifikację, przez co opuścił dwa spotkania z Legią Warszawa. W lipcu strzelił trzy bramki w rozegranym sparingu przeciwko Libertasowi Wiedeń. We wrześniu zdobył cztery gole w spotkaniu ligowym z ŁKS–em Łódź (5:0, 22 września 1935 roku). W sezonie 1935 Ruch trzeci raz z rzędu został mistrzem Polski. Peterek zagrał w osiemnastu kolejkach ligowych i był autorem trzynastu trafień, dzięki czemu był najlepszym strzelcem drużyny. Po zakończeniu rozgrywek otrzymał ofertę transferu do zawodowego klubu Olympique Lillois, którego władze oferowali kontrakt z gażą odpowiadającą siedmiuset pięćdziesięciu złotym i premie za wygrane spotkania. 18 grudnia odbyła się w Krakowie rozprawa sądowa przeciwko Peterkowi za ciężkie uszkodzenie ciała Wilhelma Góry w czasie meczu z Cracovią. Na koniec roku Ruch rozegrał mecz towarzyski z Klubem Sportowym Chorzów (6:1, 26 grudnia 1935), w którym Peterek trzykrotnie pokonał bramkarza rywali.
W sezonie 1936 Peterek przejął po Gerardzie Wodarzu funkcję kapitana drużyny i sprawował ją do wybuchu II wojny światowej. Ruch rozpoczął 1936 rok od wygrania meczów towarzyskich z reprezentacją Rybnika oraz Górnikiem 09 Mysłowice (1:16, 12 stycznia 1936), w których Peterek był autorem odpowiednio trzech i ośmiu bramek. W lutym spoliczkował podczas sparingu z Naprzodem Lipiny piłkarzy tego klubu: Kloskiego i Kałużę (3:0, 2 lutego 1936 roku). Sędzia Linke nie ukarał Peterka w żaden sposób, gdyż miał nie zauważyć przewinienia. W rozegranym sparingu ze Śląskiem Kończyce (10:1) strzelił sześć goli, zaś grając w marcu przeciwko Pogoni Katowice czterokrotnie pokonał bramkarza rywali. W maju zdobył hat tricka w wygranym spotkaniu ligowym z Legią Warszawa (2:4, 10 maja 1936 roku) oraz reprezentował Ligę Polską w zwycięskim meczu o Puchar Prezydenta Rzeczypospolitej Polskiej przeciwko Wołyniowi (3:6, 24 maja 1936), któremu strzelił cztery bramki. W październiku był autorem czterech goli w wygranym meczu rewanżowym z Legią (6:1, 12 października 1936), natomiast w spotkaniu z Garbarnią Kraków (6:1, 18 października 1936) został wykluczony z boiska w piętnastej minucie za kopnięcie Karola Pazurka. Wydział gier i dyscypliny ukarał Peterka za to zagranie miesięczną dyskwalifikacją. W sezonie 1936 Ruch ponownie zdobył tytuł mistrza Polski. Peterek zagrał w siedemnastu kolejkach i zdobył osiemnaście goli, dzięki czemu był ex aequo z Ernestem Wilimowskim najlepszym strzelcem zespołu oraz rozgrywek ligowych. W grudniu Ruch ponownie rozegrał sparing z Pogonią Katowice (7:1), w którym Peterek strzelił cztery bramki.
W kwietniu 1937 roku wydział gier i dyscypliny Polskiego Związku Piłki Nożnej ukarał Peterka naganą za krytykę orzeczeń sędziego w czasie wyjazdowego meczu reprezentacji Śląska z Krakowem (3:1, 21 marca 1937 roku), zaś za obrazę arbitra w towarzyskim spotkaniu Ruchu z Nemzeti SC (5:3, 28 marca 1937) został zdyskwalifikowany na dwa mecze ligowe: przeciwko Warszawiance (4:2, 25 kwietnia 1937 roku) oraz ŁKS–owi Łódź (4:2, 2 maja 1937 roku). Ze względu na zawieszenie został oddelegowany do sekcji piłki ręcznej na spotkanie Ruchu z Polem Zachodnim, w którym zdobył cztery punkty. W lipcu strzelił sześć bramek w wygranym meczu towarzyskim z 06 Katowice (13:1, 28 lipca 1937). We wrześniu zdobył hat tricka w wygranym pojedynku ligowym z Garbarnią Kraków (8:1, 5 września 1937). W październiku strzelił dwie bramki w zwycięskim spotkaniu z Pogonią Lwów (3:2, 3 października 1937) i zapoczątkował w ten sposób trwającą do kolejnego sezonu serię szesnastu kolejnych ligowych meczów ze strzelonym golem. Wyczyn Peterka przez ponad siedemdziesiąt cztery lata był rekordem świata pod względem kolejnych ligowych spotkań ze zdobytą bramką. Wynik ten pobił w 2013 roku Lionel Messi. W rozegranym sparingu przeciwko Klubowi Sportowemu Kresy Królestwa Huta trzykrotnie wpisał się na listę strzelców (13:1, 21 października 1937). W sezonie 1937 nie obronił tytułu mistrzowskiego z poprzedniego roku i zajął na zakończenie rozgrywek ligowych trzecie miejsce w tabeli. Peterek wystąpił w czternastu meczach i był autorem dziesięciu trafień, dzięki czemu był najlepszym strzelcem w drużynie.
| 1.  | 03.10.1937 | domowy    | Pogoń Lwów       | 3:2 | Gol · Gol       |
| 2.  | 24.10.1937 | wyjazdowy | Cracovia         | 2:4 | Gol             |
| 3.  | 10.04.1938 | domowy    | Śmigły Wilno     | 5:2 | Gol · Gol       |
| 4.  | 24.04.1938 | wyjazdowy | Polonia Warszawa | 0:3 | Gol             |
| 5.  | 01.05.1938 | domowy    | Warta Poznań     | 3:2 | Gol · Gol       |
| 6.  | 08.05.1938 | domowy    | Warszawianka     | 6:2 | Gol             |
| 7.  | 15.05.1938 | wyjazdowy | Wisła Kraków     | 3:1 | Gol             |
| 8.  | 26.05.1938 | domowy    | AKS Chorzów      | 3:2 | Gol             |
| 9.  | 12.06.1938 | wyjazdowy | Pogoń Lwów       | 3:1 | Gol             |
| 10. | 19.06.1938 | domowy    | Cracovia         | 4:0 | Gol · Gol · Gol |
| 11. | 26.06.1938 | wyjazdowy | Cracovia         | 3:2 | Gol             |
| 12. | 03.07.1938 | wyjazdowy | ŁKS Łódź         | 2:2 | Gol             |
| 13. | 21.08.1938 | domowy    | Pogoń Lwów       | 3:1 | Gol             |
| 14. | 28.08.1938 | wyjazdowy | AKS Chorzów      | 2:4 | Gol             |
| 15. | 04.09.1938 | wyjazdowy | Wisła Kraków     | 4:2 | Gol · Gol       |
| 16. | 11.09.1938 | wyjazdowy | Warszawianka     | 1:4 | Gol             |

Kolejny rok „Niebiescy” rozpoczęli od zwycięstwa 7:4 w meczu towarzyskim z AKS–em Chorzów, w którym Peterek zdobył dwa gole, zaliczył asystę oraz nie wykorzystał rzutu karnego. W lutym strzelił dziesięć bramek w wygranym 15:1 spotkaniu ze Śląskiem Siemianowice, który był rozegrany o Puchar Wojewody Śląskiego Michała Grażyńskiego, natomiast w zwycięskim 8:2 meczu kolejnej rundy z Klubem Sportowym 27 Orzegów strzelił cztery bramki. W międzymiastowej konfrontacji Chorzowa i Gliwic był autorem trzech trafień. W maju podczas ligowego meczu z Wartą Poznań (3:2, 1 maja 1938) sędzia Rettlich nie uznał w pierwszej połowie dwóch bramek dla Ruchu, gdyż Peterek faulował odpowiednio bramkarza i obrońcę rywali. W czerwcu doznał kontuzji po faulu Władysława Lemiszki w spotkaniu z Pogonią Lwów (1:3, 12 czerwca 1938), która wyeliminowała go z dalszej gry. W domowym meczu z Cracovią (4:0, 19 czerwca 1938 roku) zdobył w drugiej połowie hat tricka. W lipcu strzelił cztery bramki w wygranym 8:2 sparingu ze Strażakiem Mikołów, natomiast w meczu towarzyskim z SK Jugoslavija Belgrad (5:2, 31 lipca 1938) był autorem trzech trafień. Reprezentował również Śląsk w przegranym meczu o Puchar Prezydenta Rzeczypospolitej Polskiej przeciwko Lwowi (7:1, 17 lipca 1938), któremu strzelił bramkę. W sezonie 1938 Ruch odzyskał tytuł mistrzowski utracony w poprzednim roku. Peterek zagrał w siedemnastu meczach i strzelił dwadzieścia jeden goli, dzięki czemu był ex aequo z Ernestem Wilimowskim najlepszym strzelcem zespołu oraz rozgrywek ligowych. W grudniu wydział gier i dyscypliny nałożył na Peterka dwutygodniową dyskwalifikację za brutalną grę w czasie przegranego 6:4 meczu towarzyskiego „Niebieskich” z reprezentacją Zagłębia. W kończącym 1938 rok sparingu z AKS–em Chorzów, który został wygrany 2:5 przez Ruch, strzelił hat tricka.
W czerwcu 1939 roku zdobył hat tricka w spotkaniu ligowym z Garbarnią Kraków (5:0, 7 maja 1939). W sezonie 1939 rozgrywki ligowe nie zostały ukończone ze względu na wybuch II wojny światowej. Peterek zagrał w dziesięciu meczach i strzelił jedenaście goli. Był wówczas drugim najlepszym strzelcem zespołu. Ostatni mecz w barwach „Niebieskich” przed okupacją rozegrał przeciwko Warcie Poznań (1:1, 18 czerwca 1939).

### Okres II wojny światowej i powrót do Ruchu
Dwa dni po wybuchu II wojny światowej niemieckie władze okupacyjne zlikwidowały Ruch Chorzów, zaś w listopadzie powołały w jego miejsce Bismarckhütter Sport Vereinigung 1899 e.V, w którym grała część przedwojennych piłkarzy Ruchu. Peterek zadebiutował w barwach BSV 19 listopada 1939 roku w przegranym 1:2 meczu z Turn-und Sport Lipine, zaś pierwszą bramkę zdobył w tymże spotkaniu po wykorzystaniu podania Gerarda Wodarza. W czasie wojny podpisał trzecią listę narodowościową. W 1942 roku został wcielony do Wehrmachtu, po czym stacjonował na obszarach okupowanej Francji. Dwa lata później trafił do niewoli amerykańskiej, natomiast po uwolnieniu został żołnierzem 1. Dywizji Pancernej dowodzonej przez generała Stanisława Maczka. Do zakończenia wojny grał w reprezentacji Polskich Sił Zbrojnych, dla której rozegrał osiemdziesiąt osiem spotkań, po czym trafił do francuskiej drużyny St. Avon.
| 1. | 1948–1959        | Gerard Cieślik    | 168 |
| 2. | 1928–1939 i 1948 | Teodor Peterek    | 157 |
| 3. | 1934–1939        | Ernest Wilimowski | 117 |
| 4. | 1959–1971        | Eugeniusz Faber   | 104 |
| 5. | 1957–1967        | Eugeniusz Lerch   | 85  |

Peterek wrócił do Polski w sierpniu 1946 roku statkiem z Wielkiej Brytanii. Dwa dni później strzelił pięć bramek w wygranym spotkaniu towarzyskim Ruchu Chorzów, w którym rywalem była drużyna Slavii Ruda (4:8, 4 sierpnia 1946). Peterek miał wówczas problemy z Urzędem Bezpieczeństwa, gdyż został surrealnie oskarżony o przynależność do Schutzstaffel. Ponadto prezes Polskiego Związku Piłki Nożnej Władysław Bończa-Uzdowski wystosował do śląskich władz piłkarskich pismo, w którym domagał się wyjaśnień na temat dopuszczenia Petereka do rozgrywek piłkarskich w Polsce. Było to pokłosie wynikające z podpisania przez niego Volkslisty podczas wojny. Zarząd Ruchu wysłał stołecznym działaczom wiadomość sugerującą „brak orientacji w górnośląskiej specyfice”. Pierwszy oficjalny występ w barwach „Niebieskich” po zakończeniu wojny zagrał przeciwko RKS–owi Łagiewniki (1:7, 27 października 1946) i przypieczętował go zdobyciem bramki. W sezonie 1946/1947 Ruch zwyciężył swoją grupę w rozgrywkach śląskiej A klasy, zaś Peterek był autorem sześciu bramek. Latem 1947 roku „Niebiescy” tryumfowali w finałach mistrzostw Śląska, dzięki czemu otrzymali możliwość gry w eliminacjach międzyokręgowych o wejście do I ligi. W wygranym spotkaniu z Sarmacją Będzin (1:3, 24 sierpnia 1947) Peterek wystąpił na pozycji obrońcy i strzelił gola. Po wygranych międzyokręgowych eliminacjach Ruch przystąpił do eliminacji krajowych o wejście do I ligi, jednak Peterek nie zagrał w żadnym spotkaniu.
W sezonie 1948 Peterek był grającym trenerem rezerwowej drużyny Ruchu, w której występował na pozycji środkowego obrońcy i pełnił w niej rolę kapitana. Dodatkowo pełnił rolę asystenta Františka Dembickiego. W kwietniu zagrał na skutek kontuzji Henryka Alszera w spotkaniu ligowym z Lechem Poznań (2:0, 25 kwietnia 1948), choć tego samego dnia wystąpił w meczu drużyny rezerw ze Śląskiem Tarnowskie Góry. W konfrontacji z Lechem strzelił na początku spotkania bramkę po uderzeniu piłki głową.

## Kariera reprezentacyjna

### Reprezentacja Polski
Peterek był reprezentantem Polski w latach 1931–1938. Wystąpił w tym czasie w dziewięciu meczach i zdobył sześć bramek. Zadebiutował 23 sierpnia 1931 roku w kadrze prowadzonej przez selekcjonera Stefan Lotha w przegranym 2:3 spotkaniu przeciwko Rumunii, zaś pierwszą bramkę zdobył 14 października 1934 roku po wykorzystaniu rzutu karnego w wygranym 2:6 meczu z Łotwą. Karierę reprezentacyjną zakończył po przegranym pojedynku z Niemcami (4:1, 18 września 1938), w którym to na początku drugiej połowy zdobył honorową bramkę dla reprezentacji Polski.

#### Letnie Igrzyska Olimpijskie 1936

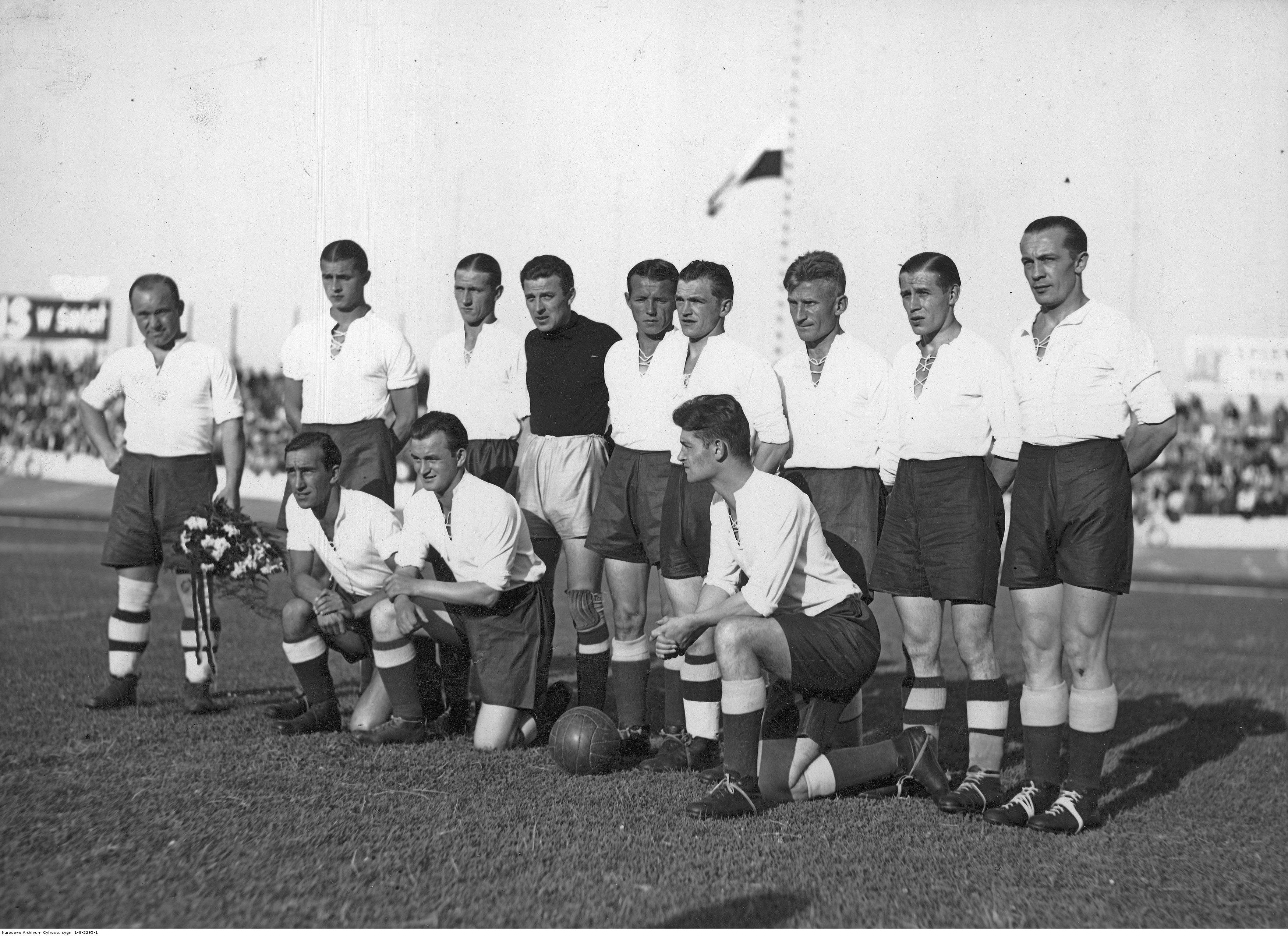
Mecz towarzyski Olimpijskiej Reprezentacja Polski przeciwko Phöbus Budapeszt. Peterek drugi od lewej w górnym rzędzie.

O udziale reprezentacji Polski na letnich igrzyskach olimpijskich w Berlinie poinformował zarząd Polskiego Związku Piłki Nożnej na posiedzeniu, które miało miejsce 15 czerwca 1936. Obóz przygotowawczy do turnieju rozpoczął się 6 lipca na Stadionie Wojska Polskiego w Warszawie. Powołanie otrzymało trzydziestu sześciu graczy, wśród których znalazł się Peterek. Reprezentacja rozegrała w czasie przygotowań cztery spotkania towarzyskie. W dniach 11–12 lipca kadra zagrała dwa sparingi z Wackerem Wiedeń. Peterek wystąpił w obu wygranych spotkaniach reprezentacji olimpijskiej. Pierwszego dnia strzelił dwie bramki w tym jedną po rzucie karnym (2:0, 11 lipca 1936), zaś nazajutrz zdobył jednego gola i przestrzelił „jedenastkę” (3:1, 12 lipca 1936). Kolejne dwa pojedynki kontrolne, mające decydować o definitywnym ustaleniu składu olimpijskiego, odbyły się w dniach 18–19 lipca. Przeciwnikiem reprezentacji Polski była węgierska drużyna Phöbus Budapeszt. Peterek zagrał w obu meczach. Pierwszego dnia strzelił w wygranej rywalizacji bramkę (3:1, 18 lipca 1936), natomiast drugiego dnia zanotował asystę przy bramce Michała Matyasa. Po zakończeniu przygotowań zarząd Polskiego Związku Piłki Nożnej zatwierdził przedstawioną przez kapitana związkowego Józefa Kałużę listę osiemnastu olimpijczyków, pośród których znalazł się Peterek.

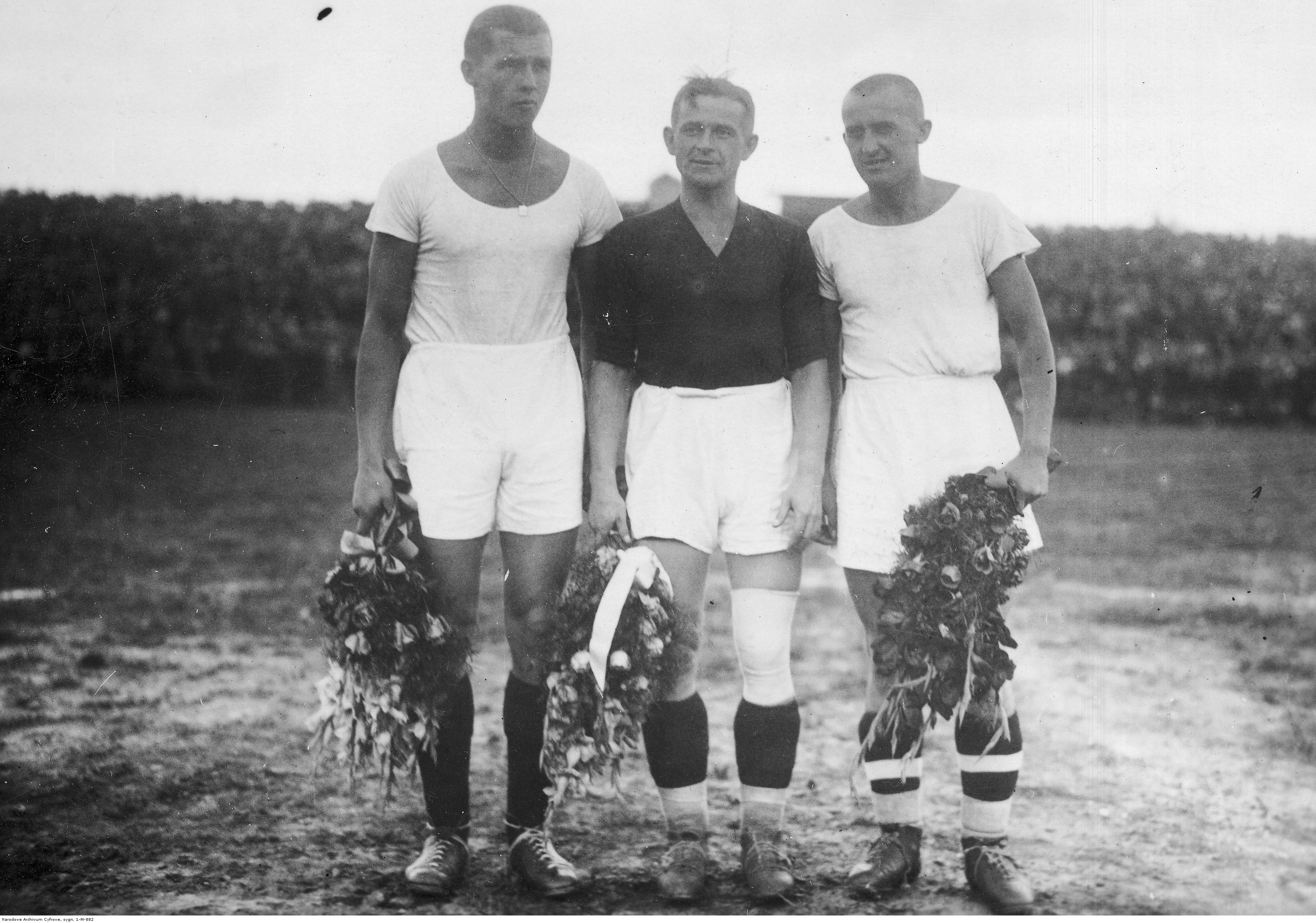
Powitanie piłkarzy biorących udział w Letnich Igrzyskach Olimpijskich w Berlinie przez zarząd ŁKS–u Łódź. Peterek pierwszy z lewej.

Na letnich igrzyskach olimpijskich w Berlinie reprezentacja Polski była prowadzona przez selekcjonera Kurta Otto i kapitana związkowego Józefa Kałużę. Peterek złożył ślubowanie w przerwie spotkania Ślaska Świętochłowice z Polonią Warszawa (28 lipca 1935), zaś na turnieju olimpijskim zagrał we wszystkich czterech meczach. W wygranym spotkaniu 1/8 finału przeciwko amatorskiej reprezentacji Węgier (0:3, 5 sierpnia 1936) strzelił w poprzeczkę bramki rywala, natomiast Gerard Wodarz po dobiciu tego uderzenia zdobył trzeciego gola dla Polaków. Peterek został uznany w tym spotkaniu za jednego z najlepszych piłkarzy na boisku pod względem technicznym. W zwycięskim meczu ćwierćfinałowym przeciwko amatorskiej kadrze Wielkiej Brytanii (4:5, 8 sierpnia 1936) asystował przy bramce zdobytej głową przez Huberta Gada. Peterek wystąpił w przegranym półfinale z amatorską reprezentacją Austrii (1:3, 11 sierpnia 1936) oraz meczu o trzecie miejsce przeciwko Norwegii (2:3, 13 sierpnia 1936), w którym zdobył wyrównującą bramkę na 2:2.

### Reprezentacja Śląska

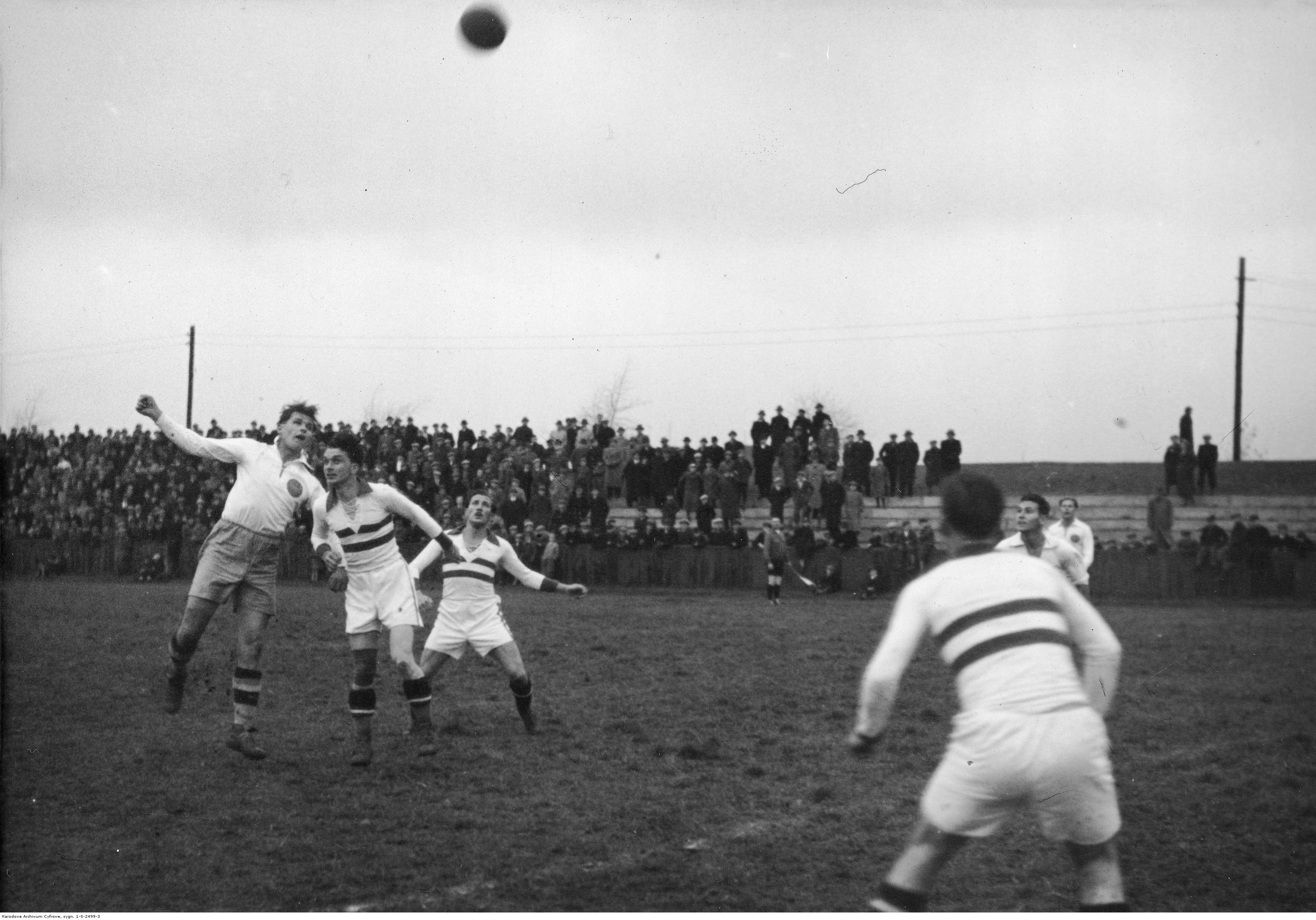
Peterek w pojedynku główkowym w spotkaniu ze Śląskiem Zaolziańskim

Peterek był reprezentantem Śląska w latach 1930–1938. Wystąpił w tym czasie w czternastu meczach i zdobył osiemnaście bramek. Zadebiutował 26 października 1930 roku w wygranym 2:1 spotkaniu o Puchar redakcji Sportu z reprezentacją Lwowa, zaś pierwszą bramkę zdobył 25 października 1931 roku w przegranym 5:2 meczu z Wrocławiem. W maju 1935 roku zdobył hat tricka w zwycięskim meczu z Lwowem (5:2, 12 maja 1935). W maju 1936 roku strzelił cztery gole w spotkaniu z Krakowem (4:0, 21 maja 1936). W lipcu 1938 roku strzelił honorową bramkę w przegranym meczu o Puchar Polski, w którym rywalem Śląska był Lwów (7:1, 17 lipca 1938). W listopadzie był autorem pięciu bramek w spotkaniu ze Śląskiem Zaolziańskim (6:1, 6 listopada 1938), który był równocześnie ostatnim występem Peterka w barwach reprezentacyjnych.

### Reprezentacja Górnego Śląska
W latach 1924–1939 były rozgrywane mecze pomiędzy reprezentacjami polskiego (województwo śląskie) i niemieckiego (rejencja opolska) Górnego Śląska. W wyniku powstań śląskich i plebiscytu na Górnym Śląsku region podzielono na część wschodnią i zachodnią, przez co reprezentacje nazywano także odpowiednio Śląskiem Polskim i Niemieckim. Przez prasę konfrontacje te były określane mianem „małych meczów międzypaństwowych”. Peterek występował w reprezentacji Górnego (Polskiego) Śląska w latach 1934–1939. Zagrał w tym czasie w pięciu spotkaniach i zdobył trzy bramki. Zadebiutował 18 marca 1934 roku w bezbramkowo zremisowanym meczu w Bytomiu, zaś pierwszą bramkę strzelił 1 września 1935 roku w wygranym 9:1 pojedynku, który odbył się w Katowicach. Peterek zdobył w tym spotkaniu jeszcze dwa gole, dzięki czemu skompletował hat tricka. Ostatni raz w „małym meczu międzypaństwowym” wystąpił na początku 1939 roku. Górny Śląsk poniósł porażkę w pojedynku rozegranym w Bytomiu (5:3, 8 stycznia 1939), który był równolegle ostatnią rywalizacją reprezentacji pomiędzy sobą przed wybuchem II wojny światowej.

## Kariera trenerska

### Początki kariery
W sezonie 1948 Peterek był asystentem Františka Dembickiego w Ruchu Chorzów oraz prowadził samodzielnie drużynę rezerw. Ich współpraca opierała się również na szkoleniu w klubie juniorów i trampkarzy. Z początkiem 1949 roku został trenerem w Polonii Piekary oraz pomagał równocześnie przygotować piłkarzy Ruchu do nowego sezonu, gdyż byli wówczas bez szkoleniowca.

### Zagłębie Dąbrowa Górnicza
Pod koniec października 1949 roku został trenerem w reaktywowanym cztery lata wcześniej Zagłębiu Dąbrowa Górnicza, które grało wówczas w mistrzostwach A klasy. W 1950 roku ukończył unifikacyjny kurs trenerski we Wrocławiu z wynikiem bardzo dobrym. W rundzie wiosennej sezonu 1949/1950 zespół zaliczył pod wodzą Petereka komplet zwycięstw, dzięki czemu wywalczył mistrzostwo okręgu Sosnowiec i otrzymał prawo do gry w barażach o II ligę. Zagłębie trafiło do grupy IV, w której rywalizowało ze Spójną Kraków, Stalą Mielec, Stalą Stalowa Wola i Kolejarzem Chełm. W rozgrywkach o wejście do wyższej klasy rozgrywkowej, drużyna Peterka poniosła dwie porażki na wyjazdach: ze Stalą Mielec i Spójną Kraków. Zagłębie ukończyło baraże na pierwszym miejscu w tabeli z dorobkiem dwunastu punktów i stosunku bramkowym 24:10, dzięki czemu wywalczyło awans do II ligi. Peterek rozstał się z Zagłębiem w 1951 roku. Powodem odejścia miały być nieporozumienia z działaczem klubowym Potępą. Po zakończeniu współpracy z Zagłębiem, Peterek prowadził treningi w Górniku Piekary Śląskie.

### Ruch Chorzów: baraże o tytuł mistrza
W styczniu 1952 roku Peterek wszedł w skład rady trenerów sekcji piłki nożnej przy Wojewódzkim Komitecie Kultury Fizycznej w Katowicach. W listopadzie Ruch Chorzów miał rozegrać baraże o tytuł mistrza Polski z Polonią Bytom. „Niebiescy” byli przygotowywani do dwumeczu przez Ewalda Cebulę i Peterka. Zmienili oni ustawienie drużyny na 1–2–4–4, w którym napastnik został cofnięty do linii pomocy. Pierwsze spotkanie rozegrane w Chorzowie wygrał Ruch (7:0, 13 listopada 1952). W rewanżu padł bezbramkowy remis (0:0, 16 listopada 1952), dzięki czemu piłkarze „Niebieskich” zdobyli tytuł mistrzowski w sezonie 1952. W spotkaniu rewanżowym Peterek figurował jako trener drużyny.

### Stilon Gorzów Wielkopolski
W sezonie 1953 Peterek został trenerem występującego w A klasie Stilonu Gorzów Wielkopolski. Jak sam twierdził, do zmiany miejsca pracy przekonały go warunki, jakie zaoferowała mu Rada Główna klubu. Do Gorzowa Wielkopolskiego trafił wspólnie z synem Jerzym, któremu umożliwiono ukończenie technikum. Drużyna rozpoczęła sezon 15 lutego 1953 roku od wygranego 7:1 meczu towarzyskiego z Pogonią Barlinek, zaś rozgrywki o mistrzostwo A klasy zainaugurowała od zwycięstwa 3:0 nad Gwardią Zielona Góra. Stilon zajął na zakończenie sezonu drugie miejsce w tabeli ligowej i jako wicemistrz woj. zielonogórskiego przystąpił do meczów barażowych o awans do III ligi, w których przeciwnikami była: Stal Nowa Sól, Polonia Kępno oraz Błękitni Stargard Szczeciński. Zespół prowadzony przez Peterka wygrał pięć z sześciu możliwych pojedynków i zajął z Polonią Kępno ex-aequo pierwsze miejsce w grupie, uzyskując tym samym awans do III ligi (klasy międzywojewódzkiej). Po zakończeniu rozgrywek Peterek nie przedłużył wygasającego kontraktu i wrócił na Śląsk.

### Powrót na Śląsk
Po zakończeniu współpracy ze Stilonem, Peterek otrzymał propozycję prowadzenia szkółek piłkarskich Górnika Radlin znajdujących się w Rudzie i Chorzowie. Po pięciu miesiącach decyzją zarządu Peterek objął zespół seniorów występujący w sezonie 1954 w I lidze. Na ławce trenerskiej Górnika zadebiutował 21 marca 1954 roku podczas przegranego 0:2 spotkania z Ruchem Chorzów. Ze względu na niezadowalające wyniki (trzy wygrane, dwa remisy i pięć porażek; stosunek bramowy 10:13) został po dziesięciu kolejkach ligowych zastąpiony przez Augustyna Dziwisza i zawiesił pracę w charakterze trenera na niecały rok. W 1955 roku objął Pogoń Nowy Bytom, która znajdowała się wówczas w strefie spadkowej. Peterek uniknął z zespołem degradacji, po czym władze klubu zrezygnowały z jego usług, tłumacząc swoją decyzję trudną sytuacją finansową. W 1962 roku prowadził Spartę Orzesze. W 1965 roku został trenerem występującego w A klasie Górnika Słupiec, z którym w tym samym roku wywalczył awans do klasy okręgowej. Już po jego śmierci nastąpiła fuzja Górnika z Piastem Nowa Ruda.

## Statystyki
| Sezon | Klub         | Liga   | Liga krajowa | Liga krajowa |
| Sezon | Klub         | Liga   | Mecze        | Bramki       |
| ----- | ------------ | ------ | ------------ | ------------ |
| 1928  | Ruch Chorzów | I Liga | 8            | 2            |
| 1929  | Ruch Chorzów | I Liga | 24           | 11           |
| 1930  | Ruch Chorzów | I Liga | 18           | 9            |
| 1931  | Ruch Chorzów | I Liga | 21           | 14           |
| 1932  | Ruch Chorzów | I Liga | 13           | 7            |
| 1933  | Ruch Chorzów | I Liga | 13           | 12           |
| 1934  | Ruch Chorzów | I Liga | 18           | 28           |
| 1935  | Ruch Chorzów | I Liga | 18           | 13           |
| 1936  | Ruch Chorzów | I Liga | 17           | 18           |
| 1937  | Ruch Chorzów | I Liga | 14           | 10           |
| 1938  | Ruch Chorzów | I Liga | 17           | 21           |
| 1939  | Ruch Chorzów | I Liga | 10           | 11           |
| 1948  | Ruch Chorzów | I Liga | 1            | 1            |
| Razem | Razem        | Razem  | 192          | 157          |

| Reprezentacja | Rok     | Mecze | Bramki |
| ------------- | ------- | ----- | ------ |
| Polska        | 1931    | 1     | 1      |
| Polska        | 1932    | 0     | 0      |
| Polska        | 1933    | 0     | 0      |
| Polska        | 1934    | 3     | 1      |
| Polska        | 1935    | 1     | 1      |
| Polska        | 1936    | 2     | 3      |
| Polska        | 1937    | 1     | 0      |
| Polska        | 1938    | 1     | 1      |
| Ogólnie       | Ogólnie | 9     | 6      |

| Mecze i gole w reprezentacji | Mecze i gole w reprezentacji | Mecze i gole w reprezentacji | Mecze i gole w reprezentacji | Mecze i gole w reprezentacji | Mecze i gole w reprezentacji | Mecze i gole w reprezentacji | Mecze i gole w reprezentacji |
| Polska                       | Polska                       | Polska                       | Polska                       | Polska                       | Polska                       | Polska                       | Polska                       |
| Lp.                          | Data                         | Miejsce                      | Przeciwnik                   | Wynik                        | Gol                          | Rozgrywki                    |                              |
| ---------------------------- | ---------------------------- | ---------------------------- | ---------------------------- | ---------------------------- | ---------------------------- | ---------------------------- | ---------------------------- |
| 1.                           | 23.08.1931                   | Warszawa, Polska             | Rumunia                      | 2:3                          |                              | towarzyski                   |                              |
| 2.                           | 23.05.1934                   | Sztokholm, Szwecja           | Szwecja                      | 4:2                          |                              | towarzyski                   |                              |
| 3.                           | 26.08.1934                   | Belgrad, Jugosławia          | Jugosławia                   | 4:1                          |                              | towarzyski                   |                              |
| 4.                           | 14.10.1934                   | Ryga, Łotwa                  | Łotwa                        | 2:6                          | Gol                          | towarzyski                   |                              |
| 5.                           | 18.08.1935                   | Katowice, Polska             | Jugosławia                   | 2:3                          | Gol                          | towarzyski                   |                              |
| nieoficjalny                 | 05.08.1936                   | Berlin, Niemcy               | Węgry                        | 0:3                          |                              | IO 1936                      |                              |
| nieoficjalny                 | 08.08.1936                   | Berlin, Niemcy               | Wielka Brytania              | 4:5                          |                              | IO 1936                      |                              |
| nieoficjalny                 | 11.08.1936                   | Berlin, Niemcy               | Austria                      | 3:1                          |                              | IO 1936                      |                              |
| 6.                           | 13.08.1936                   | Berlin, Niemcy               | Norwegia                     | 3:2                          | Gol                          | IO 1936                      |                              |
| 7.                           | 06.09.1936                   | Belgrad, Jugosławia          | Jugosławia                   | 9:3                          | Gol · Gol                    | towarzyski                   |                              |
| 8.                           | 10.10.1937                   | Katowice, Polska             | Łotwa                        | 2:1                          |                              | towarzyski                   |                              |
| 9.                           | 18.09.1938                   | Chemnitz, Niemcy             | RFN                          | 4:1                          | Gol                          | towarzyski                   |                              |

| Reprezentacja | Rok     | Mecze | Bramki |
| ------------- | ------- | ----- | ------ |
| Śląsk         | 1930    | 1     | 0      |
| Śląsk         | 1931    | 1     | 2      |
| Śląsk         | 1932    | 0     | 0      |
| Śląsk         | 1933    | 0     | 0      |
| Śląsk         | 1934    | 0     | 0      |
| Śląsk         | 1935    | 2     | 3      |
| Śląsk         | 1936    | 3     | 4      |
| Śląsk         | 1937    | 3     | 1      |
| Śląsk         | 1938    | 4     | 8      |
| Ogólnie       | Ogólnie | 14    | 18     |

| Mecze i gole w reprezentacji | Mecze i gole w reprezentacji | Mecze i gole w reprezentacji | Mecze i gole w reprezentacji | Mecze i gole w reprezentacji | Mecze i gole w reprezentacji | Mecze i gole w reprezentacji | Mecze i gole w reprezentacji |
| Śląsk                        | Śląsk                        | Śląsk                        | Śląsk                        | Śląsk                        | Śląsk                        | Śląsk                        | Śląsk                        |
| Lp.                          | Data                         | Miejsce                      | Przeciwnik                   | Wynik                        | Gol                          | Rozgrywki                    |                              |
| ---------------------------- | ---------------------------- | ---------------------------- | ---------------------------- | ---------------------------- | ---------------------------- | ---------------------------- | ---------------------------- |
| 1.                           | 26.10.1930                   | Katowice, Polska             | Lwów                         | 2:1                          |                              | Puchar redakcji Sport        |                              |
| 2.                           | 25.10.1931                   | Wrocław, Polska              | Wrocław                      | 5:2                          | Gol · Gol                    | towarzyski                   |                              |
| 3.                           | 12.05.1935                   | Katowice, Polska             | Lwów                         | 5:2                          | Gol · Gol · Gol              | towarzyski                   |                              |
| 4.                           | 18.06.1935                   | Świętochłowice, Polska       | Budapeszt                    | 2:4                          |                              | towarzyski                   |                              |
| 5.                           | 09.02.1936                   | Katowice, Polska             | Polska                       | 1:7                          |                              | towarzyski                   |                              |
| 6.                           | 21.05.1936                   | Chorzów, Polska              | Kraków                       | 4:0                          | Gol · Gol · Gol · Gol        | towarzyski                   |                              |
| 7.                           | 08.12.1936                   | Chorzów, Polska              | Floridsdorfer AC             | 4:6                          |                              | towarzyski                   |                              |
| 8.                           | 21.03.1937                   | Kraków, Polska               | Kraków                       | 3:1                          |                              | towarzyski                   |                              |
| 9.                           | 06.04.1937                   | Wiedeń, Austria              | Floridsdorfer AC             | 2:4                          | Gol                          | towarzyski                   |                              |
| 10.                          | 12.09.1937                   | Chorzów, Polska              | Austria Dolna                | 7:2                          |                              | towarzyski                   |                              |
| 11.                          | 29.05.1938                   | Chorzów, Polska              | RC Strasbourg                | 3:3                          | Gol                          | towarzyski                   |                              |
| 12.                          | 17.07.1938                   | Lwów, Polska                 | Lwów                         | 7:1                          | Gol                          | Puchar Polski                |                              |
| 13.                          | 23.11.1938                   | Karwina, Czechosłowacja      | Śląsk Zaolziański            | 5:7                          | Gol                          | towarzyski                   |                              |
| 14.                          | 06.11.1938                   | Katowice, Polska             | Śląsk Zaolziański            | 6:1                          | Gol · Gol · Gol · Gol · Gol  | towarzyski                   |                              |

| Reprezentacja | Rok     | Mecze | Bramki |
| ------------- | ------- | ----- | ------ |
| Górny Śląsk   | 1934    | 1     | 0      |
| Górny Śląsk   | 1935    | 2     | 3      |
| Górny Śląsk   | 1936    | 1     | 0      |
| Górny Śląsk   | 1937    | 0     | 0      |
| Górny Śląsk   | 1938    | 0     | 0      |
| Górny Śląsk   | 1939    | 1     | 0      |
| Ogólnie       | Ogólnie | 5     | 3      |

| Mecze i gole w reprezentacji | Mecze i gole w reprezentacji | Mecze i gole w reprezentacji | Mecze i gole w reprezentacji | Mecze i gole w reprezentacji | Mecze i gole w reprezentacji | Mecze i gole w reprezentacji | Mecze i gole w reprezentacji |
| Górny Śląsk                  | Górny Śląsk                  | Górny Śląsk                  | Górny Śląsk                  | Górny Śląsk                  | Górny Śląsk                  | Górny Śląsk                  | Górny Śląsk                  |
| Lp.                          | Data                         | Miejsce                      | Przeciwnik                   | Wynik                        | Gol                          | Rozgrywki                    |                              |
| ---------------------------- | ---------------------------- | ---------------------------- | ---------------------------- | ---------------------------- | ---------------------------- | ---------------------------- | ---------------------------- |
| 1.                           | 18.03.1934                   | Bytom                        | Śląsk Opolski                | 0:0                          |                              | towarzyski                   |                              |
| 2.                           | 24.03.1935                   | Zabrze                       | Śląsk Opolski                | 3:3                          |                              | towarzyski                   |                              |
| 3.                           | 01.09.1935                   | Katowice                     | Śląsk Opolski                | 9:1                          | Gol · Gol · Gol              | towarzyski                   |                              |
| 4.                           | 01.03.1936                   | Bytom                        | Śląsk Opolski                | 1:3                          |                              | towarzyski                   |                              |
| 5.                           | 08.01.1939                   | Bytom                        | Śląsk Opolski                | 5:3                          |                              | towarzyski                   |                              |

|                                                | \| Statystyki Peterka jako trenera Górnika Radlin[116] \| Statystyki Peterka jako trenera Górnika Radlin[116] \| Statystyki Peterka jako trenera Górnika Radlin[116] \| Statystyki Peterka jako trenera Górnika Radlin[116] \| Statystyki Peterka jako trenera Górnika Radlin[116] \| Statystyki Peterka jako trenera Górnika Radlin[116] \| Statystyki Peterka jako trenera Górnika Radlin[116] \| \| Sezon \| Liga \| \| \| \| \| \| \| Sezon \| Liga \| Mecze \| Wygrane \| Remisy \| Przegrane \| % wygranych \| \| --------------------------------------------------- \| --------------------------------------------------- \| --------------------------------------------------- \| --------------------------------------------------- \| --------------------------------------------------- \| --------------------------------------------------- \| --------------------------------------------------- \| \| 1954 \| I Liga \| 10 \| 3 \| 2 \| 5 \| 30 \| |       |         |        |           |             |
| Statystyki Peterka jako trenera Górnika Radlin | |       |         |        |           |             |
| Sezon                                          | Liga |       |         |        |           |             |
| Sezon                                          | Liga | Mecze | Wygrane | Remisy | Przegrane | % wygranych |
| 1954                                           | I Liga | 10    | 3       | 2      | 5         | 30          |

## Sukcesy

### Ruch Chorzów
- Mistrzostwo Polski (5 razy) w sezonach: 1933, 1934, 1935, 1936, 1938
- 3. miejsce w mistrzostwach Polski w sezonie 1937

### Indywidualne
- Król strzelców (2 razy) I ligi w sezonach: 1936, 1938[3]

### Wyróżnienia
- Honorowy członek Ruchu Chorzów od 1950 roku[129]
- Nominacja do reprezentacji 100-lecia Polskiego Związku Piłki Nożnej w 2019 roku[192]

## Życie prywatne
Teodor Peterek był żonaty z Elfrydą z domu Kiołbasa (1913–1988), z którą wziął ślub 24 lutego 1935 roku. Miał z nią czterech synów: Jerzego, Wernera, Zygmunta i Eugeniusza. Ze względu na wysoki wzrost nosił boiskowy przydomek Mietlorz. Inne źródła podają informację, iż jego pseudonim wziął się od rozwichrzonej fryzury. Z wykształcenia był ślusarzem. W latach 30. pracował w Hucie Batory. Peterek przeszedł dwa udary mózgu, które spowodowały paraliż lewej części ciała. W 1962 roku osiadł z rodziną w Słupcu na ziemi kłodzkiej. Zmarł 12 stycznia 1969 roku w wieku pięćdziesięciu ośmiu lat i został pochowany na miejscowym cmentarzu komunalnym w Nowej Rudzie – Słupcu (sek.4, rząd 23, nr 2). Pochowano tam także jego żonę i najmłodszego syna, Eugeniusza, zmarłego w październiku 2019 roku.